# Trần Quang Cơ (Nhà hoạt động)
Trần Quang Cơ (1926 – 1961), nguyên là Bí thư Ban cán sự học sinh, sinh viên khu Sài Gòn – Gia Định, người lãnh đạo cao nhất của phong trào học sinh - sinh viên.

## Tiểu sử
Trần Quang Cơ (bí danh Tám Lượng), sinh ngày 15/10/1926 tại huyện Chợ Gạo, tỉnh Tiền Giang.
Năm 1945, ông tham gia Đội thiếu niên Tiền Phong và hoạt động tại nội thành Mỹ Tho, là nhân vật quan trọng trong phong trào học sinh tại trường trung học Le Myre de Vilers (nay là trường THPT Nguyễn Đình Chiểu, TP. Mỹ Tho). 
Năm 1947, ông trở thành Đảng viên Đảng Cộng sản Việt Nam và được bầu là Ủy viên Đoàn học sinh cứu quốc Nam bộ TP. Mỹ Tho và Ủy viên ban chấp hành Hội học sinh Sài Gòn Chợ Lớn. Ông tham gia bãi khóa, biểu tình trong phong trào Trần Văn Ơn.
Từ 1954 đến 1960, ông tham gia Liên chi ủy học sinh sinh viên và giáo chức khu Sài Gòn Chợ Lớn, rồi Ban vận động học sinh, sinh viên Sài Gòn Gia Định, trở thành Trưởng ban vào năm 1959.
Năm 1960, ông là Bí thư Ban cán sự học sinh, sinh viên khu Sài Gòn – Gia Định, là lãnh đạo cao nhất của phong trào học sinh, sinh viên Sài Gòn – Gia Định.
Ngày 20/8/1961, ông mất trong trận đánh tại căn cứ.